# Balata di Baida
Balata di Baida (probabilmente dall'arabo البيضاء, "la bianca", con riferimento all'antico insediamento presso le "Rocche Bianche") è una località italiana frazione del comune di Castellammare del Golfo, in provincia di Trapani.

## Geografia fisica
Balata di Baida è situata nella campagna a circa 9 km dal centro comunale, lungo la strada statale 187.

## Storia
L'insediamento sul territorio viene fatto risalire al periodo arabo ma lo sviluppo del centro avvenne nel XIX secolo. La tesi che vuole la presenza araba nel territorio di Balata si basa sul ritrovamento, agli inizi del 1900, di alcuni sepolcri, ritenuti da studiosi locali quale testimonianza della presenza islamica.
Fino al 1846 la frazione faceva parte del territorio di Monte San Giuliano, oggi Erice.
La primitiva chiesa di Balata risaliva al 1811 ed era dedicata a san Giuseppe. Su questo sito venne edificata nel 1889, a spese di un privato (Giuseppe Laudani), l'attuale chiesa dedicata alla Sacra Famiglia la quale, diventata parrocchia nel 1942, venne ampliata nel 1957.
A partire dagli anni 1990 viene annualmente allestito un presepe vivente.

## Monumenti e luoghi d'interesse

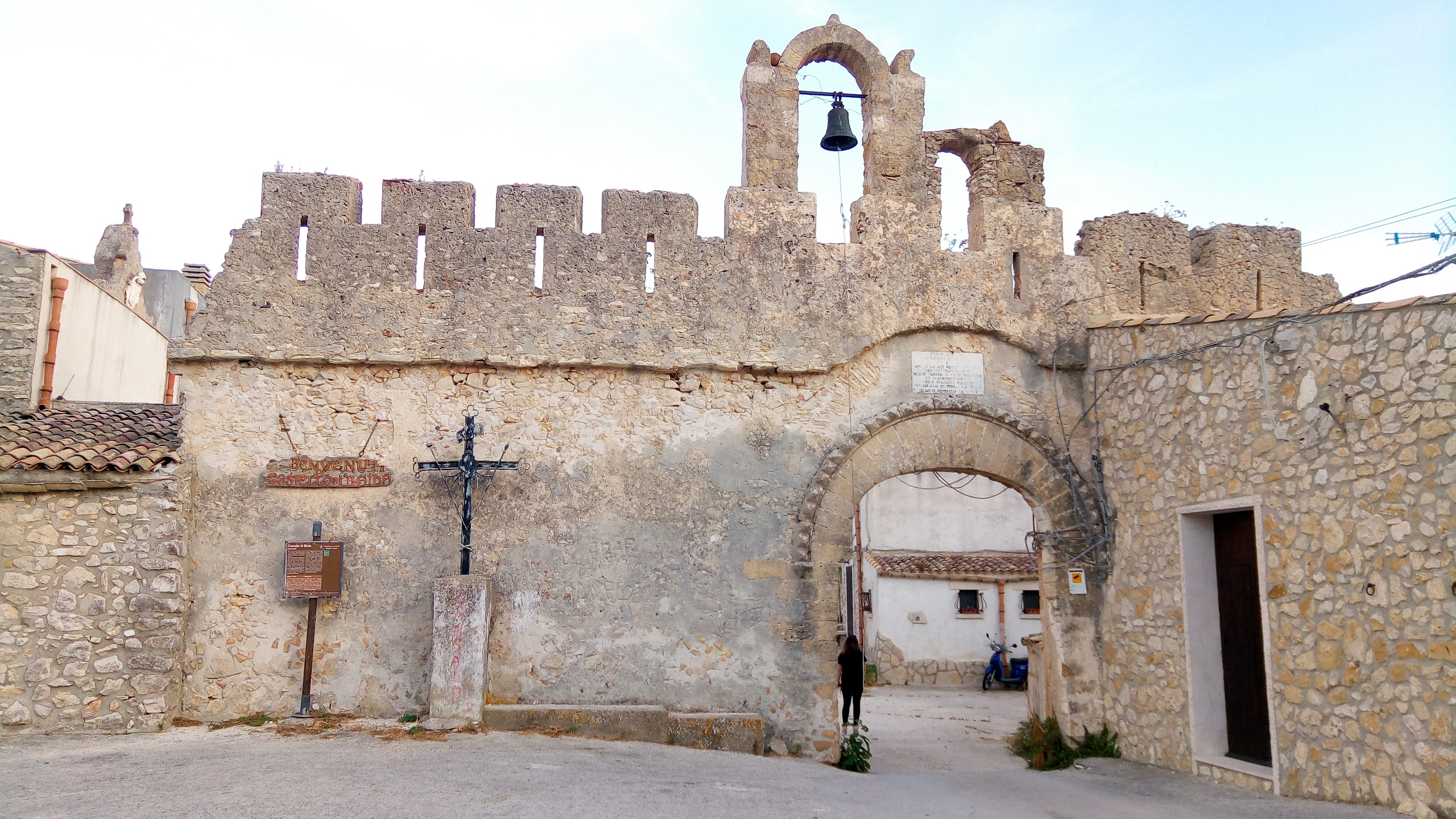
Facciata del castello di Baida.

In prossimità dell'attuale centro abitato, su un'altura in direzione nord a 290 m di altezza, sorge un antico castello, denominato appunto Castello di Baida, risalente probabilmente alla fine del XIII secolo. Della struttura originaria rimangono una torre d'angolo ottagonale, una torre di cortina quadrangolare alcune mura, una chiesetta, il portale ad arco ribassato e il campanile. Nel castello fu ospite Ferdinando III di Borbone.

## Economia
L'economia di Balata di Baida è basata sulle attività agricole a cui si sono aggiunte nel XX secolo cave di marmo, segherie e industrie legate alla produzione delle cassatelle.